# 辽沈晚报
《辽沈晚报》是中华人民共和国辽宁省的地方报纸，创刊于1993年1月1日，由辽宁报业传媒集团主办，目前是辽沈地区发行量最大的报纸，号称“东北第一都市报”，日发行量86.5万份。
《辽沈晚报》每周七刊，此前每周二至周五通常为48版，周一24版，周六、日为16版；现为配合新媒体发展和降低印刷成本，周一至周五16版，周六、日、节假日为8版，彩色印刷。
目前，除全省发行的版本外，《辽沈晚报》还在鞍山当地推出了《辽沈晚报鞍山版》（即《北方晨报》）。另外，辽宁报业传媒集团曾与辽宁铁岭、抚顺和本溪当地报社合作创办当地版本，现已停止合作，上述地方版恢复为《铁岭晚报》、《抚顺晚报》和《本溪晚报》。